# Plateau (Benin)
6°58′N 2°41′Ø / 6.967°N 2.683°Ø
 For alternative betydninger, se Plateau (flertydig). (Se også artikler, som begynder med Plateau)
Plateau er et departement i Benin. Det ligger i den sydøstlige del af landet og grænser til departmenterne Ouémé, Zou og Collines. Det grænser desuden til landet Nigeria mod øst. Før reformen i 1999, da de oprindelige seks departementer blev inddelt i tolv nye departementer var Plateau en del af Ouémé.

## Administrativ inddeling
Plateau er inddelt i fem kommuner.
1. Ifangni
2. Adja-Ouèrè
3. Kétou
4. Pobè
5. Sakété